# 65-та піхотна дивізія (Третій Рейх)
65-та піхотна дивізія (Третій Рейх) (нім. 65. Infanterie-Division) — піхотна дивізія Вермахту за часів Другої світової війни.

## Історія
65-та піхотна дивізія була сформована 11 липня 1942 року в Бічі у регіоні Лотарингія на території окупованої Франції під час 20-ї хвилі мобілізації Вермахту.

## Райони бойових дій
- Франція, Нідерланди (липень 1942 — липень 1943);
- Італія (липень 1943 — квітень 1945).

## Командування

### Командири
- генерал-лейтенант Ганс Бемерс (нім. Hans Bömers) (11 липня 1942 — 1 січня 1943);
- генерал-лейтенант Вільгельм Руппрехт (нім. Wilhelm Rupprecht) (1 січня — 31 травня 1943);
- генерал-лейтенант Густав Гайстерман фон Цільберг (нім. Gustav Heistermann von Ziehlberg) (31 травня — 1 грудня 1943);
- генерал-лейтенант Гельмут Пфайфер (нім. Hellmuth Pfeifer) (1 грудня 1943 — 22 квітня 1945).

## Нагороджені дивізії
Нагороджені дивізії
Нагороджені Сертифікатом Пошани Головнокомандувача Сухопутних військ для військових формувань Вермахту за збитий літак противника
- ? 1944 — 3-тя гренадерська рота 145-го гренадерського полку за дії 19 травня 1944 (552);

|  | Кавалери Золотого Німецького Хреста                                                                        | 16                                                                                                   |
|  | Кавалери Лицарського хреста Залізного хреста з Дубовим листям                                              | 2 (№ 545 оберст Мартін Штрагаммер — 11.08.1944 № 574 генерал-лейтенант Гельмут Пфайфер — 05.09.1944) |
|  | Кавалери Лицарського хреста Залізного хреста                                                               | 5 |
|  | Кавалери Почесної відзнаки Сухопутних військ «Почесна застібка на орденську стрічку для Сухопутних військ» | 5 |